# 武汉市第五医院

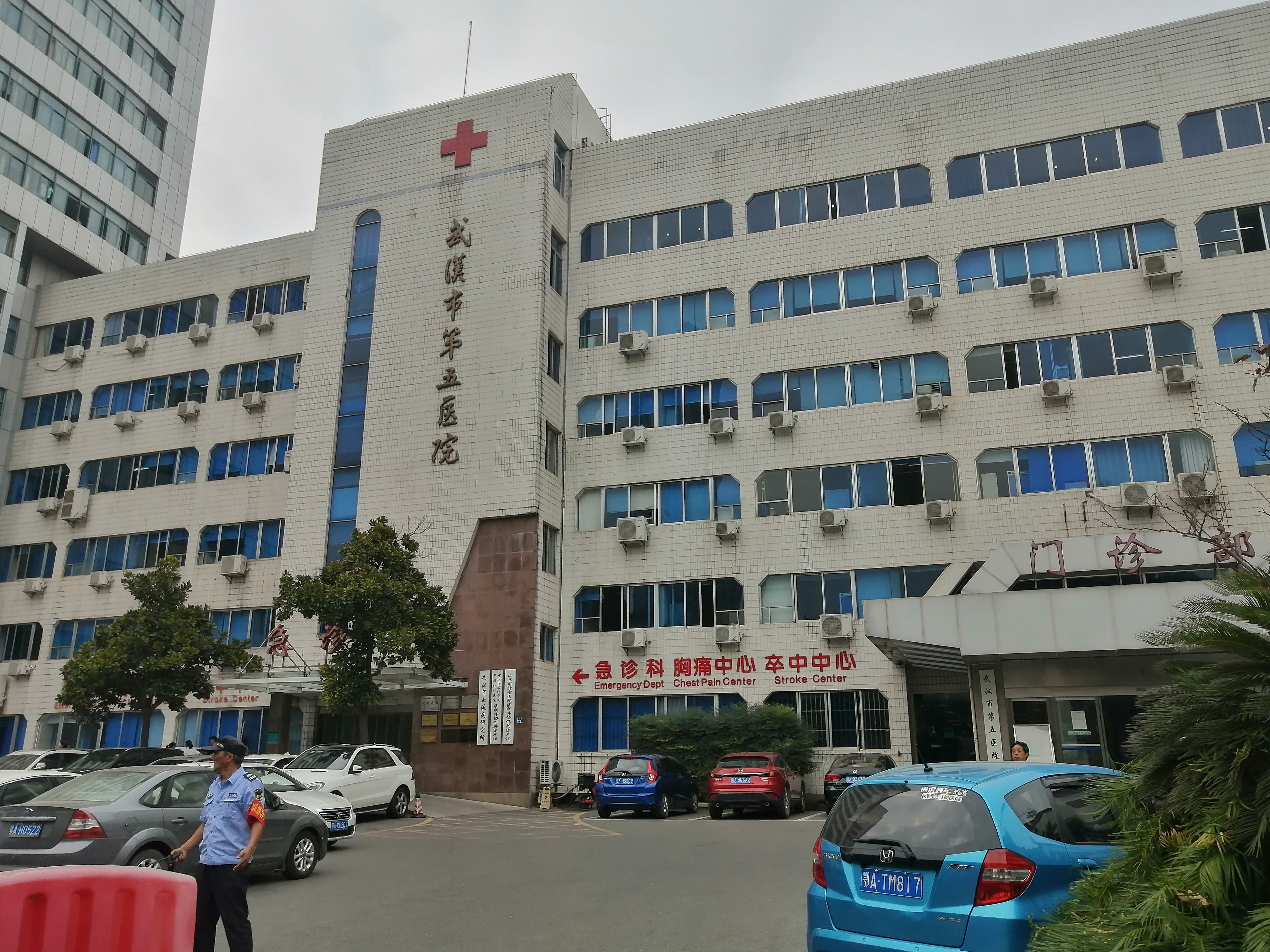

武汉市第五医院，原名武汉大学广慈医院。位于武汉市汉阳区显正街122号。
医院的历史悠久，其开办于1923年，是爱尔兰传教士创办的一所教会医院(圣·柯隆伴医院)。医院现在是汉阳地区唯一一所三级甲等医院。2011年医院成为武汉大学第一临床学院研究生联合培养基地，医院现作为江汉大学医学院附属医院。医院的重点科室有：
- 中部医疗中心省级重点建设专科：肿瘤综合治疗专科
- 省级重点建设专科：病理科
- 市级重点建设专科：口腔科、普外科[2]

## 資料來源
1. ↑  .   [2018-02-24]. （原始内容存档于2020-09-02）.
2. ↑  .   [2018-02-24]. （原始内容存档于2020-09-02）.